# Sobenský rybník
Sobenský rybník lidově zvaný „Sobeňák” je chovný rybník o rozloze 1,77 ha v Rožmitále pod Třemšínem v okrese Příbram. Je v majetku Českého rybářského svazu, místní organizace Rožmitál pod Třemšínem.

## Popis
Nachází se v severní části katastru Rožmitálu pod Třemšínem v blízkosti rekreačního střediska Sobeňák. Rybník je obklopen lesním porostem. Je užíván jako chovný rybník a pravidelně se zde konají výlovy.

## Historie
Pravděpodobně od roku 1721 u rybníka stával mlýn. Byl zničen při velké povodni dne 21. června 1895. Jeho mlýnské kolo bylo utrženo a odplaveno. Poté se z rybníka na dlouhou dobu stala louka a na zničené hrázi hrávali místní divadlo. K obnovení rybníka došlo až v roce 1950.

### Rekreační středisko
Již v roce 1962 se u rybníka konal tábor. O rok později vedle začalo vznikat rekreační středisko, které nechala postavit Československá akademie věd. V roce 1989 jej Odborová organizace Akademie věd ČR dlouhodobě pronajala firmě KYMEVO, která jej provozovala s přestávkou do roku 2017. V roce 2018 areál zakoupila společnost Sobeňák s.r.o., která areál nechala zrekonstruovat.